# Leigh Bingham Nash
Leigh Anne Bingham Nash, född 27 juni 1976 i New Braunfels i Texas, är en amerikansk sångerska. Hon var sångerska i bandet Sixpence None the Richer mellan 1992 och 2004, då bandet upplöstes och hon inledde en solokarriär. År 2007 förenades bandet igen och Nash fortsatte som sångare.

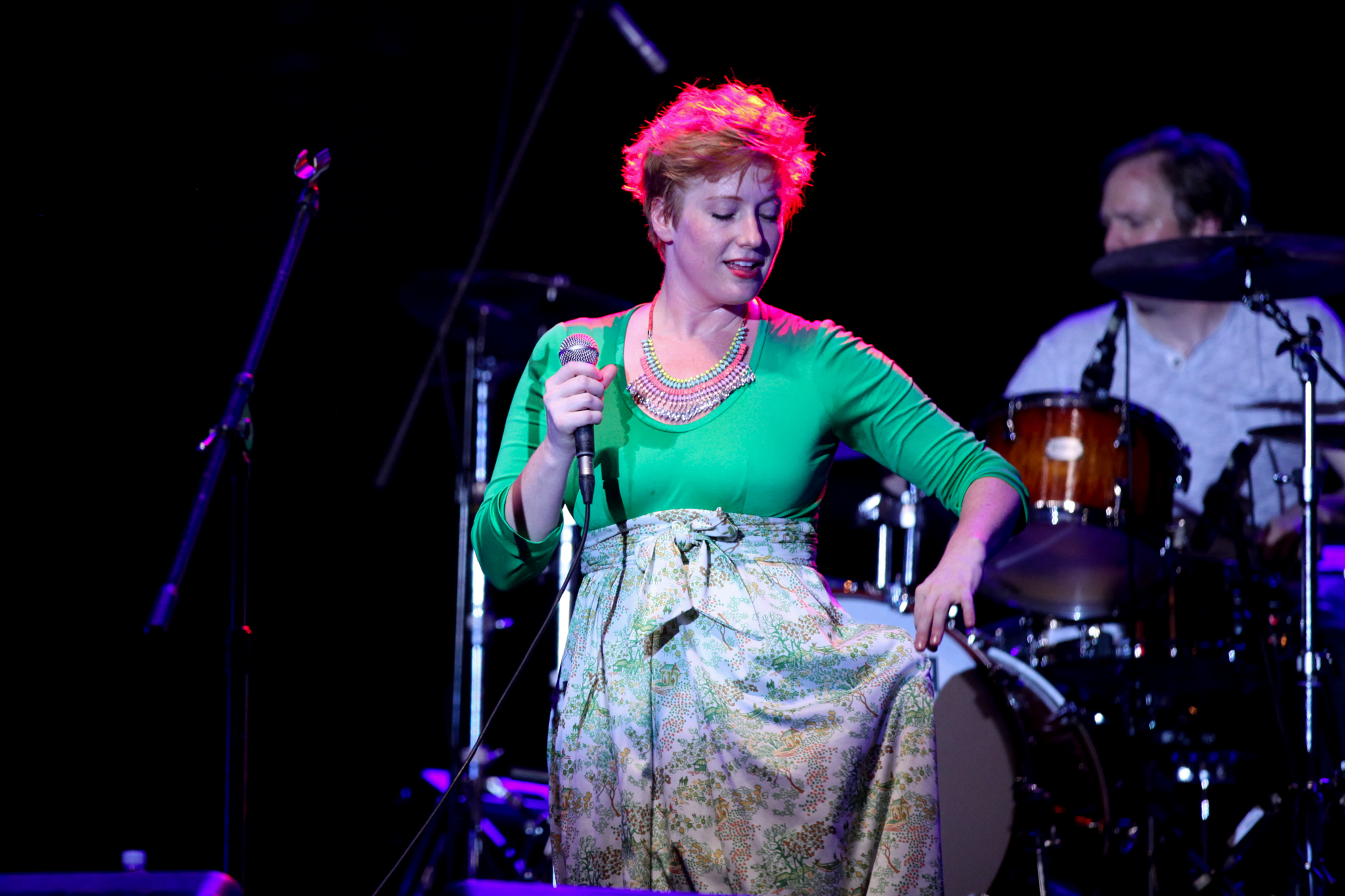
Nash i Sixpence None the Richer år 2013.

## Diskografi
Studioalbum
- 2006 – Blue on Blue
- 2011 – Hymns and Sacred Songs
- 2015 – The State I'm In

EPs
- 2006 – My Idea of Heaven
- 2006 – Wishing for This
- 2007 – Connect Sets

Singlar
- 2000 – "Need to Be Next to You"
- 2006 – "My Idea of Heaven"
- 2006 – "Baby, It's Cold Outside"
- 2007 – "Ocean Size Love"
- 2008 – "Stars in My Eyes"
- 2012 – "Give Myself To You"
- 2012 – "Saviour Like A Shepherd Lead Us (Blessed Jesus)"
- 2015 – "Somebody's Yesterday"
- 2018 – "Don't Get Me Wrong"

Samarbeten
- 2007 – Fauxliage (tillsammans med Delerium)